# Résolution 1435 du Conseil de sécurité des Nations unies
Pour un article plus général, voir Résolutions de l'ONU concernant Israël.
Membres permanents
- Chine
- États-Unis
- France
- Royaume-Uni
- Russie

Membres non permanents
- Bulgarie
- Cameroun
- Colombie
- Guinée
- Irlande
- Mexique
- Maurice
- Norvège
- Singapour
- Syrie

Résolution no 1434 Résolution no 1436
La résolution 1435 du Conseil de sécurité des Nations unies fut adoptée le 24 septembre 2002. Après avoir rappelé les résolutions 242 (de 1967), 338 (de 1973), 1397 (en) (de 2002), 1402 (en) (de 2002) et 1403 (en) (de 2002), le Conseil a demandé la fin des mesures israéliennes à Ramallah, y compris la destruction des infrastructures palestiniennes.
Le Conseil de sécurité a réaffirmé sa préoccupation face aux événements qui se sont déroulés dans la région depuis septembre 2000 et à leur détérioration, en particulier les attaques terroristes contre des civils en Israël et dans une école palestinienne à Hébron. Il a exigé la fin de l'occupation du siège du président de l'Autorité palestinienne Yasser Arafat. Le Conseil a également été alarmé par la réoccupation des villes palestiniennes et les restrictions à la liberté de circulation des personnes et des biens et a de ce fait rappelé la nécessité pour tous de respecter la quatrième convention de Genève de 1949.
La résolution a réaffirmé la nécessité de cesser complètement tous les actes de violence, exigeant qu'Israël mette fin aux mesures à Ramallah et aux alentours et qu'il retire les forces d'occupation des villes palestiniennes vers les positions tenues avant septembre 2000. L’Autorité palestinienne a été invitée à faire en sorte que les responsables des actes terroristes soient traduits en justice. Elle a également appuyé les efforts diplomatiques supplémentaires du Quartet pour le Moyen-Orient et d'autres dans la région et a reconnu l'initiative adoptée au sommet de la Ligue arabe à Beyrouth, qui déclarait que la paix entre Israël et les Palestiniens pouvait être réalisée par l'abandon du droit au retour des réfugiés palestiniens en échange de la création d'un État palestinien aux frontières de 1967 et du partage de Jérusalem.
La résolution 1435 a été adoptée par 14 voix contre zéro et une abstention des États-Unis. Les représentants américains John Negroponte et James Cunningham ont déclaré que le pays ne soutiendrait pas une « résolution unilatérale » qui ne condamnerait pas explicitement les terroristes ou ceux qui leur ont donné refuge.